# سامانه ماهواره‌ای ناوبری منطقه‌ای هند
سامانه ماهواره‌ای ناوبری منطقه‌ای هند (به انگلیسی: IRNSS: Indian Regional Navigational Satellite) (که به اختصار نویک هم نامیده می‌شود) یک سامانه ناوبری ماهواره ای منطقه‌ای است و به وسیلهٔ سازمان تحقیقات فضایی هند که تحت کنترل کامل دولت هند است، توسعه داده شده‌است. نیاز به چنین سامانه ناوبری از جایی ریشه می‌گیرد که دسترسی به سامانه ماهواره‌ای ناوبری جهانی، (GPS)، در شرایط سخت آب و هوایی، تضمین شده نیست.
IRNSS دو نوع خدمات را ارائه می‌دهد: یکی خدمات استاندارد موقعیت‌یابی که برای استفاده عموم آزاد است و دیگری سرویس محدود و رمزنگاری شده که برای کاربرد نظامی اختصاص داده شده‌است.
این سیستم در حال حاضر هند و ۱۵۰۰ کیلومتر مناطق اطراف آن را مورد پوشش قرار می‌دهد و برنامه ریزی شده تا در آینده این محدوده افزایش هم پیدا بکند. ۸ ماهواره فعال این سیستم را تشکیل می‌دهند، به علاوه دو ماهواره هم دائما برای جایگزینی روی زمین به حالت رزرو طراحی شده‌اند. دقت تعیین موقعیت مطلق با این سیستم ۵ تا ۱۰ متر داخل مرزهای هند و نزدیک به ۲۰ متر در مناطق اطراف آن برنامه ریزی شده.